# San Pietro di Cadore
San Pietro di Cadore est une commune de la province de Belluno dans la Vénétie en Italie.

## Administration
| Période                                  | Période     | Identité                  | Étiquette    | Qualité |
| ---------------------------------------- | ----------- | ------------------------- | ------------ | ------- |
| 14 juin 2004                             | 8 juin 2009 | Silvano Pontil Scala      | Lista Civica | Maire   |
| 8 juin 2009                              | 26 mai 2014 | Silvano Pontil Scala      | Lista Civica | Maire   |
| 26 mai 2014                              | 27 mai 2019 | Elisabetta Casanova Borca | Lista Civica | Maire   |
| 27 mai 2019                              | En cours    | Manuel Casanova Consier   | Lista Civica | Maire   |
| Les données manquantes sont à compléter. |             |                           |              |         |

### Hameaux
Borgata Mare, Costalta, Presenaio

### Communes limitrophes
San Nicolò di Comelico, Santo Stefano di Cadore

### Évolution démographique
Habitants recensés

### Personnalités liées à la commune
- Maurilio De Zolt (1950), fondeur ;
- Silvio Fauner (1968), fondeur.